# Дорогоцінна перлина

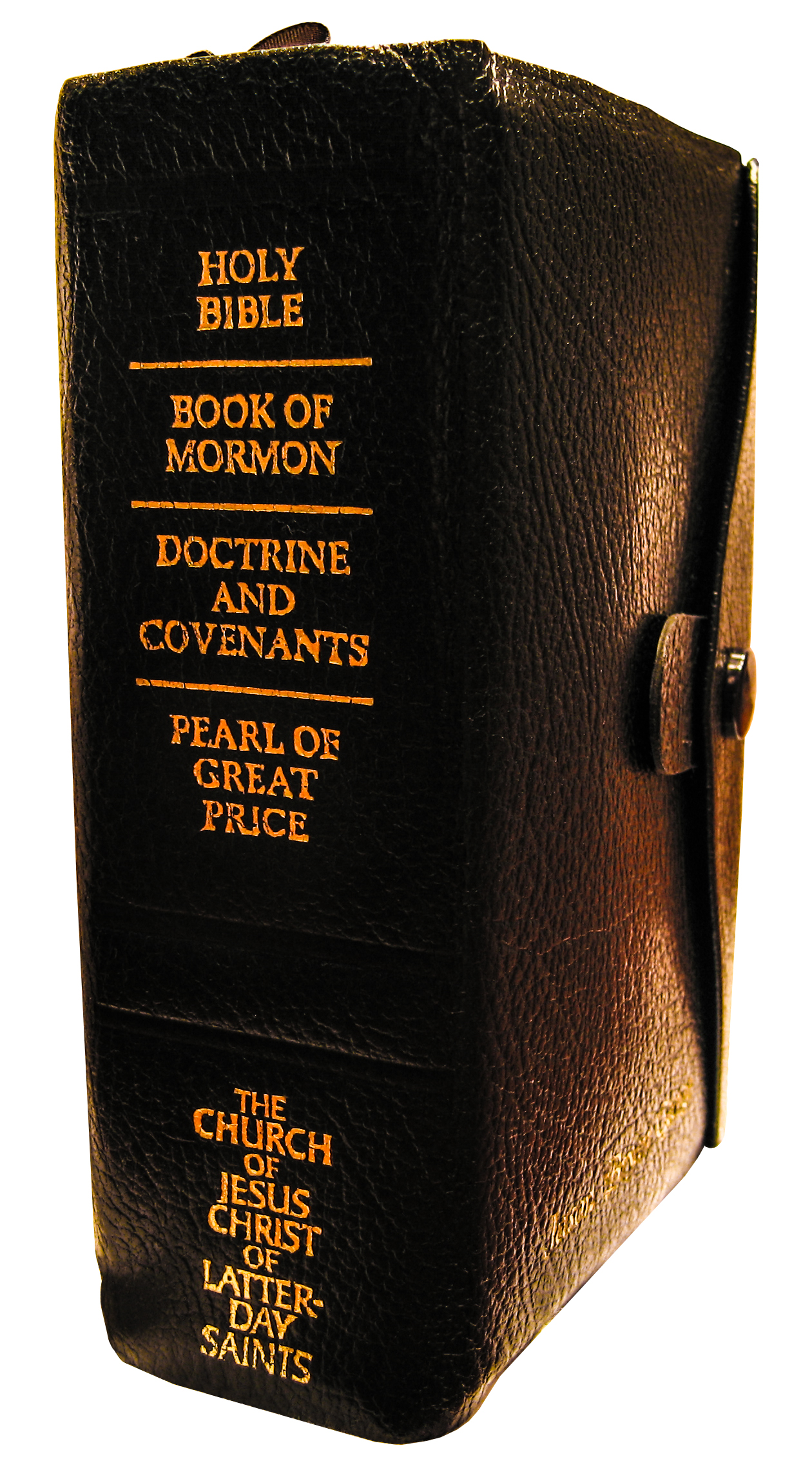
Дорогоцінна Перлина — одна з чотирьох книг, що складають Стандартні твори Церкви Ісуса Христа Святих Останніх Днів.

Дорогоцінна Перлина є частиною священних писань Церкви Ісуса Христа Святих Останніх Днів (англ. The Church of Jesus Christ of Latter-day Saints) та деяких інших конфесій святих останніх днів.
У першому абзаці вступної примітки у виданні «Дорогоцінної Перлини» Церкви Ісуса Христа Святих Останніх Днів сказано: «Дорогоцінна Перлина — це вибірка матеріалів, що торкаються багатьох важливих аспектів віри та доктрини Церкви Ісуса Христа Святих Останніх Днів. Ці матеріали були виготовлені Джозефом Смітом і опубліковані в церковних періодичних виданнях того часу».
Копія Дорогоцінної Перлини, що належала фотографу дружині фотографа НАСА М. Едварду Томасу Рут К. Томас здійснила подорож на Місяць і назад у 1972 році з астронавтом Джоном Янгом на борту Аполлона-16.

## Зміст
Дорогоцінна Перлина містить п'ять розділів:

### Книга Мойсея
Книга Мойсея починається з «Видіння Мойсея», прологу до історії створення та гріхопадіння людини (Мойсей, розділ 1), і продовжується матеріалом, що відповідає редакції Джозефа Сміта (JST) перших шести розділів книги. Книга Буття (Мойсей, глави 2–5, 8), переривається двома розділами «витягів із пророцтва Еноха» (Мойсей, глави 6–7). Частини Книги Мойсея спочатку були опубліковані окремо Церквою СОД у 1851 році, але пізніше об'єднані та опубліковані як Книга Мойсея в Дорогоцінній Перлині. Той самий матеріал публікує Спільнота Христа як частини її версії книги Учення і Завіти та натхненної версії Біблії.

### Книга Авраама

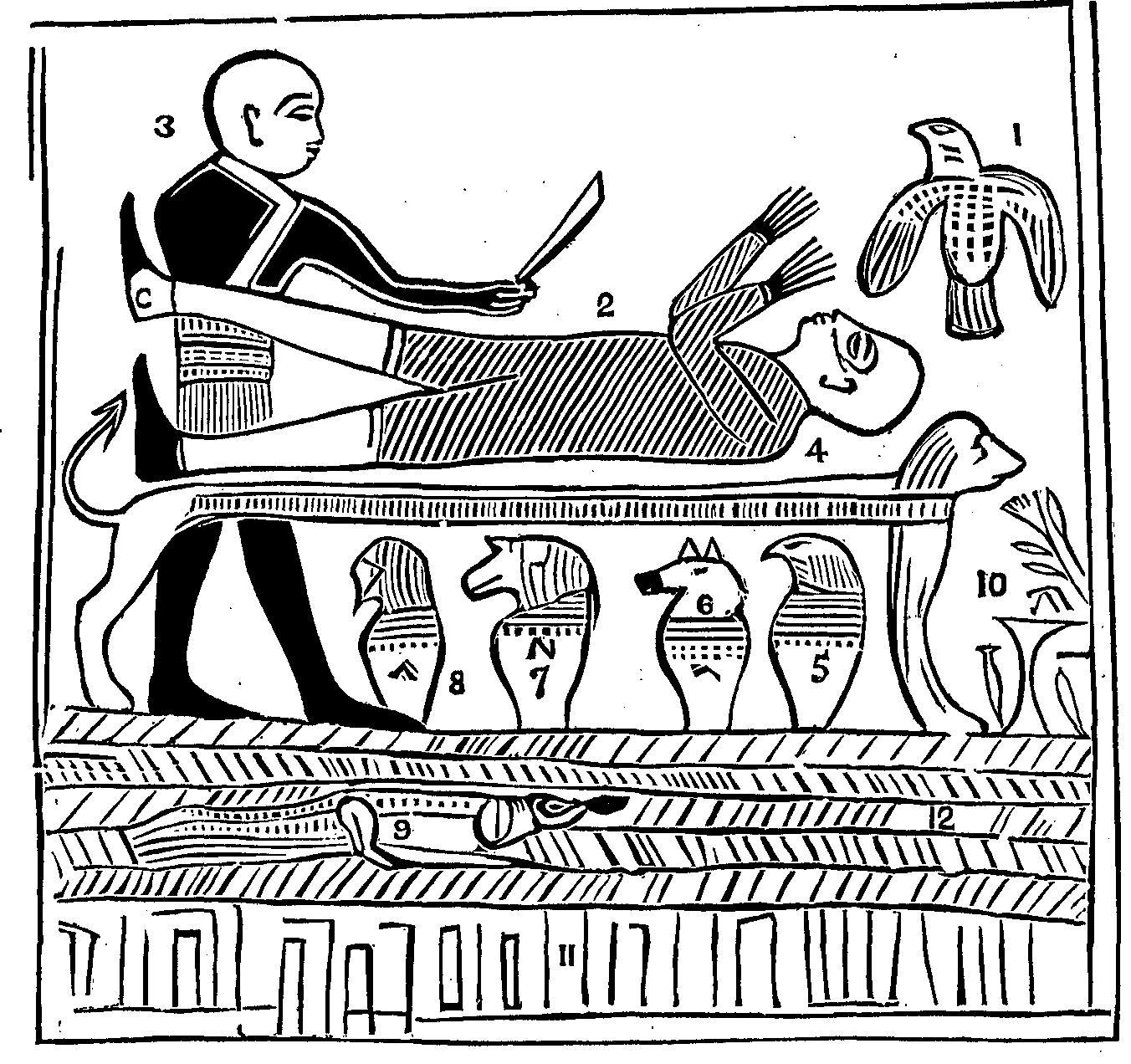
Факсиміле № 1 з Книги Авраама: альтернативна гравюра на дереві, яка була надрукована у виданні «Дорогоцінної Перлини» 1851 року.

«Книга Авраама» — це твір 1835 року, створений Джозефом Смітом, який, за його словами, був заснований на єгипетських папірусах, придбаних на пересувній виставці мумій. За словами Сміта, ця книга була «перекладом деяких стародавніх записів … нібито писань Авраама, коли він був у Єгипті, і називається Книгою Авраама, написаною його власною рукою на папірусі». Текст, який створив Сміт, описує історію раннього життя Авраама, включаючи бачення космосу.
Книга Авраама була канонізована в 1880 році Церквою СОД як частина Дорогоцінної Перлини. Таким чином, він формує доктринальну основу для Церкви СОД і мормонських фундаменталістських деномінацій руху Святих Останніх Днів. Спільнота Христа не вважає його релігійним текстом. Інші секти руху святих останніх днів мають різні думки щодо Книги Авраама, причому деякі відкидають, а деякі приймають текст як натхненне Писання. Книга містить кілька доктрин, відмінних від мормонізму, наприклад концепцію Бога, який організовує вічні, вже існуючі елементи для створення Всесвіту замість того, щоб створити його із нічого.
Вважалося, що папіруси Книги Авраама були втрачені під час Великої пожежі в Чикаго 1871 року. Однак у 1966 році декілька фрагментів папірусів було знайдено в архіві Метрополітен-музею в Нью-Йорку та в архіві Церкви СОД. Зараз їх називають папірусами Джозефа Сміта. Після розгляду професійними мормонськими та немормонськими єгиптологами було виявлено, що ці фрагменти не мають схожості з інтерпретацією Сміта, і були визначені як звичайні єгипетські похоронні тексти, датовані приблизно першим століттям до нашої ери. Як наслідок, Книга Авраама стала джерелом значних суперечок, і критика з боку єгиптологів та апологетів мормонів захищала її автентичність.

### Джозеф Сміт— Матвій
Джозеф Сміт–Матвій (скорочено JS–M) — це уривок із « повторного перекладу» Джозефом Смітом частин Євангелія від Матвія. Спочатку він був опублікований у 1831 році в Кіртленді, штат Огайо, у недатованій ґазеті як «Витяг із нового перекладу Біблії».
Джозеф Сміт–Матвій включає повторний переклад Сміта Матвія 23:39 і всього 24 розділу Матвія. У тексті йдеться в основному про пророцтво Ісуса про прийдешнє знищення Єрусалиму та про подібні лиха, які будуть передувати його Другому пришесті. Джозеф Сміт–Матвій містить значні зміни та доповнення до оригінального біблійного тексту.

### Джозеф Сміт— Історія

Зображення 19-го століття Івана Хрестителя, який надає священство Ааронове Джозефу Сміту та Оліверу Каудері. Ця подія також записана в Джозеф Сміт–Історія.

Джозеф Сміт–Історія — це уривок з автобіографічного запису деяких ранніх подій у житті Джозефа Сміта. Як і багато публікацій Сміта, його продиктували переписувачу.
Інциденти, описані в «Історії Джозефа Сміта», включають Перше видіння та відвідування ангела Моронія . У своїй нинішній формі розповідь закінчується перекладом Смітом Книги Мормона незадовго до заснування Церкви Христа Сміта, хоча оригінальний серіал Times and Seasons, на якому він заснований, продовжував історію до середини 1830-х років.

### Уложення віри
Уложення віри — це символ віри, складений Джозефом Смітом як частина листа 1842 року, надісланого «Лонґу» Джону Вентворту, редактору Chicago Democrat, і вперше опублікованого в газеті Святих Останніх Днів Times and Seasons. Це стислий перелік тринадцяти фундаментальних доктрин мормонізму. Більшість конфесій святих останніх днів розглядають статті як авторитетне твердження основної теології. Для деяких сект вони відомі як «Втілення віри та доктрини».

## Зміни
Оригінальний зміст «Дорогоцінної Перлини» істотно відрізнявся, відтворюючи матеріал, знайдений у «Ученні і Завітах» та вірші під назвою «О, скажи, що таке правда?» (який зараз знаходиться в церковному гімні СОД). У 1878 році деякі матеріали були додані до Книги Мойсея. Дорогоцінна Перлина була канонізована Церквою СПД у 1880 році. У 1902 році матеріал, відтворений в Ученні і Завітах, був вилучений. Два інших документів, «Видіння Небесного царства» та «Видіння спокутування мертвих», були додані до Дорогоцінної Перлини в 1976 році та перенесені до церковного видання «Учення і завіти» (розділи 137 і 138) у 1979 році.

## Видання 1851 року
Дорогоцінна Перлина була вперше складена Франкліном Д. Річардсом у Ліверпулі, Англія. Деякі пункти дублювали текст, який уже був доступний в Ученні і Завітах. Він містив такі записи (розміщення тексту в сьогоднішніх публікаціях Церкви СОД зазначено в дужках):
- Уривки з пророцтва Еноха (Mойсей 6:43–7:69 [Архівовано 2 червня 2022 у Wayback Machine.])
- Послання від Бога, дане Мойсею (Мойсей 1:1–42 [Архівовано 2 червня 2022 у Wayback Machine.])
- Без назви (Мойсей 2:1–5 [Архівовано 2 червня 2022 у Wayback Machine.] ; 8:13–30 [Архівовано 2 червня 2022 у Wayback Machine.])
- Книга Авраама, включаючи факсиміле № 1 [Архівовано 2 червня 2022 у Wayback Machine.], 2 [Архівовано 2 червня 2022 у Wayback Machine.] і 3 [Архівовано 2 червня 2022 у Wayback Machine.] з Книги Авраама (Книга Авраама [Архівовано 5 червня 2022 у Wayback Machine.])
- Уривок з перекладу Біблії (Джозеф Сміт — Метью [Архівовано 2 червня 2022 у Wayback Machine.])
- Ключ до одкровень св. Івана (Учення і Завіти 77 [Архівовано 2 червня 2022 у Wayback Machine.])
- Одкровення і пророцтво (Учення і Завіти 87 [Архівовано 2 червня 2022 у Wayback Machine.])
- Уривки з історії Джозефа Сміта (Joseph Smith–History [Архівовано 2 червня 2022 у Wayback Machine.])
- З Учення і Завітів Церкви Заповідь Церкві щодо хрещення (Учення і Завіти 20:37, 71–75)
- Обов'язки членів Церкви після хрищення (Учення і Завіти 20:68–69 [Архівовано 2 червня 2022 у Wayback Machine.])
- Спосіб надання Таїнства Вечері Господньої (Учення і Завіти 20:75–79 [Архівовано 2 червня 2022 у Wayback Machine.])
- Обов'язки старійшин, священиків, вчителів, дияконів і членів Церкви Христа (Учення і Завіти 20:38–44 [Архівовано 2 червня 2022 у Wayback Machine.] ; 107:11 [Архівовано 2 червня 2022 у Wayback Machine.] ; 20:45–59, 70, 80 [Архівовано 2 червня 2022 у Wayback Machine.])
- Про священство (Учення і Завіти 107:1–10, 12–20 [Архівовано 2 червня 2022 у Wayback Machine.])
- Покликання та обов'язки Дванадцятьох апостолів (Учення і Завіти 107:23, 33 [Архівовано 2 червня 2022 у Wayback Machine.])
- Покликання та обов'язки сімдесятників (Учення і Завіти 107:34, 93–100 [Архівовано 2 червня 2022 у Wayback Machine.])
- Уривок з одкровення, даного в липні 1830 року (Учення і Завіти 27:5–18 [Архівовано 2 червня 2022 у Wayback Machine.])
- Постання Церкви Ісуса Христа Святих Останніх Днів (Учення і Завіти 20:1–36 [Архівовано 23 квітня 2021 у Wayback Machine.])
- Часи та пори року, вип. III, с. 709 (Уложення Віри [Архівовано 27 липня 2018 у Wayback Machine.])
- «Правда» (вірш Джона Жака) («О, скажи, що таке правда?» [Архівовано 2 червня 2022 у Wayback Machine.], № 272 у церковному гімні СОД) (не канонізований твір)